# Amy Pieters
Amy Pieters, née le 1er juin 1991 à Haarlem, est une coureuse cycliste néerlandaise. Spécialiste des épreuves d'endurance sur piste, elle est notamment triple championne du monde de l'américaine en 2019, 2020 et 2021 avec Kirsten Wild. Également présente sur route, elle est notamment championne du monde du contre-la-montre par équipes en relais mixte et championne d'Europe sur route en 2019. Sur les classiques, elle remporte en 2018 le Tour de Drenthe, ainsi que le Grand Prix de Plouay et termine deuxième du Tour des Flandres. En décembre 2021, elle est placée dans le coma pendant quatre mois après un grave accident.

## Biographie

### Famille et débuts
Elle grandit dans une famille cycliste : son père Peter est un ancien professionnel, qui est devenu entraîneur national sur piste, notamment en Pologne et en Belgique. Son frère Roy est également cycliste. Elle commence dans ce sport à l'âge de neuf ans et participe à ses premières courses un an plus tard. Elle obtient de bons résultats dans les catégories cadettes et juniors.
Elle décide d'intégrer tout d'abord une équipe amateur : la Merida, afin de progresser en douceur tout en se faisant sélectionner en équipe nationale. L'équipe Merida grandit et devient la Skil-Shimano, où Amy reste quatre ans.

### 2015
En 2015, elle remporte à travers les Flandres pour la deuxième année consécutive en étant légèrement détachée avec Floortje Mackaij.
Sur la Route de France, elle remporte le prologue. Sur la troisième étape, elle se classe deuxième du sprint. Le lendemain, elle perd son maillot de leader du classement général au profit d'Elisa Longo Borghini. Amy Pieters est enfin troisième du sprint de la dernière étape.
Sur la course en ligne de l'Open de Suède Vårgårda, Amy Pieters est sixième du sprint massif qui conclut l'épreuve.

### Wiggle High5 (2016)
Le 1er septembre, son transfert dans l'équipe Wiggle Honda est annoncé. À Gand-Wevelgem, elle est troisième du sprint du peloton soit quatrième de la course.
En 2016, elle habite à Zwanenburg.
Lors de l'Open de Suède Vårgårda, un groupe de neuf coureuses avec les principales équipes représentées part à mi-course. Il est constitué de : Emilia Fahlin, Amy Pieters, Chantal Blaak, Lotta Lepistö, Maria Giulia Confalonieri, Hannah Barnes, Amanda Spratt , Julia Soek et Shara Gillow. Même si l'avance de cette échappée ne dépasse jamais deux minutes, la poursuite ne s'organisant pas, elle se dispute la victoire. Emilia Fahlin anticipe le sprint et s'impose seule. Derrière Lotta Lepistö devance Chantal Blaak et Amy Pieters.

### Boels Dolmans (2017)
Sur le Tour de Drenthe, elle passe en tête dans les ascensions du mont VAM, mais doit ensuite jouer le jeu d'équipe. Au Tour des Flandres, le Kanarieberg réalise une sélection importante. Ensuite, dans le Kruisberg, Amy Pieters imprime un rythme élevé qui permet à Anna van der Breggen de placer une attaque décisive,.
À l'Healthy Ageing Tour, sur la première étape, elle fait partie du groupe d'une quinzaine de coureuses qui se détache au bout d'un tour de circuit. À deux kilomètres de la ligne, elle part seule et s'impose.

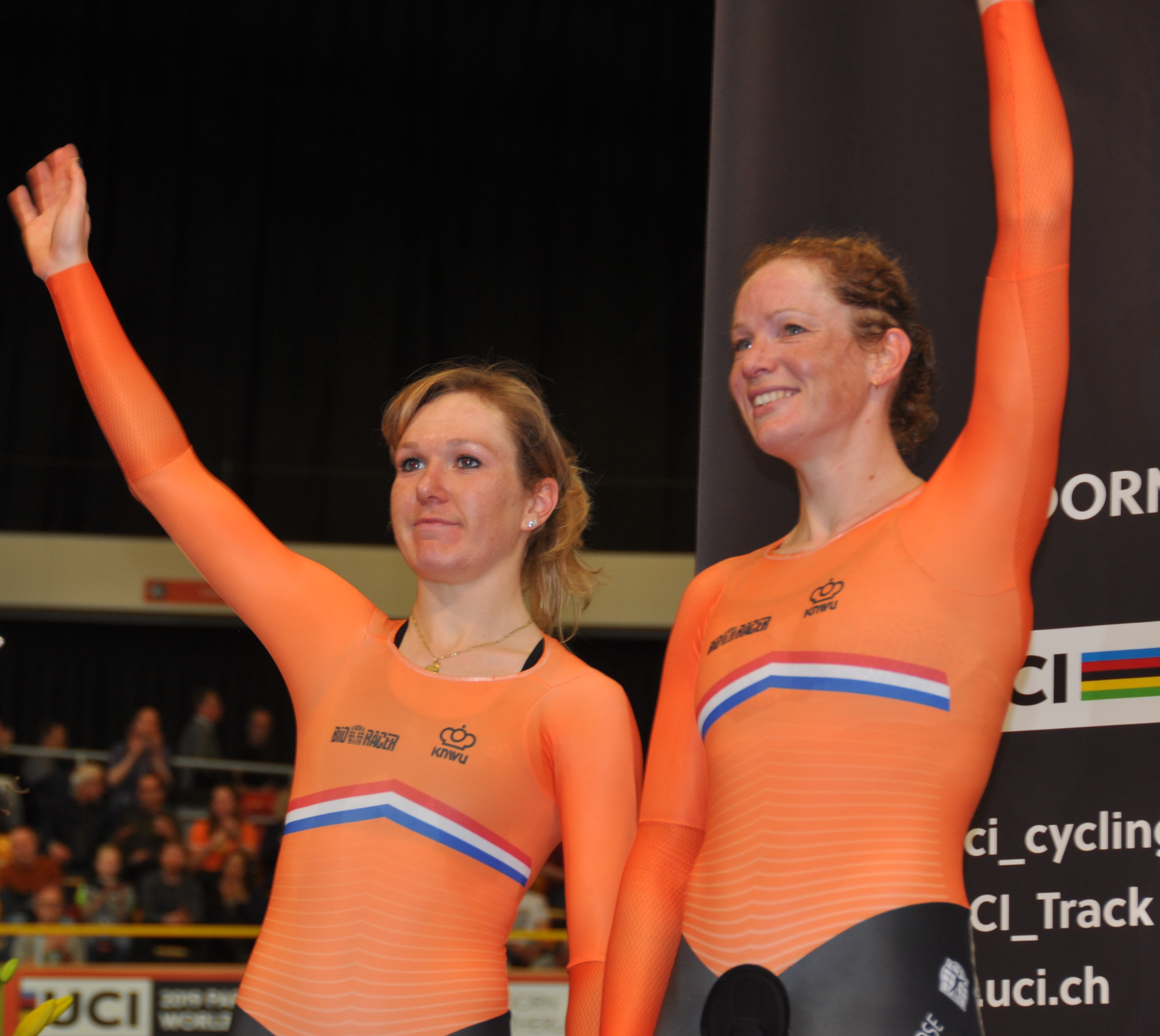
Amy Pieters avec Kirsten Wild aux championnats du monde sur piste 2018

Au Women's Tour, sur la deuxième étape, après un regroupement général effectué à sept kilomètres de la ligne, Amy Pieters s'impose au sprint dans un final sinueux et pavé,.
Aux championnats du monde du contre-la-montre par équipes, elle fait partie de la composition de l'équipe Boels Dolmans. L'équipe passe en tête de la côte. Toutefois, elle perd vingt-sept secondes sur la formation Sunweb entre ce point et l'arrivée. L'équipe doit donc se contenter de la médaille d'argent. Sur la course en ligne, Amy Pieters fait partie du premier groupe dangereux à deux tours de l'arrivée. Elles sont cependant reprises,,.

### Tour de Drenthe, Plouay, deuxième du Tour des Flandres (2018)
Aux championnats du monde de cyclisme sur piste, Amy Pieters obtient la médaille d'argent de la course à l'américaine avec Kirsten Wild. Lors du Tour de Drenthe, dans le dernier tour du circuit urbain, Christine Majerus attaque avec Amy Pieters. Cette dernière est nouveau à l'attaque dans un autre groupe peu après. Cependant, le peloton ne laisse pas partir. Alors qu'on s'achemine vers un sprint, une chute gêne de nombreuses favorites à deux kilomètres de la ligne. Un vent de dos souffle dans la dernière ligne droite. Tiffany Cromwell fait le poisson pilote et lance le sprint avec Amy Pieters et Alexis Ryan dans sa roue. La Néerlandaise produit son effort dès le panneau 350 m. Alexis Ryan la remonte, mais Amy Pieters parvient, en pistarde, à la maintenir à sa hauteur jusqu'au bout,. Lors d'À travers les Flandres, la décision se joue dans la côte de Trieu. Amy Pieters fait partie du groupe de huit coureuses en tête. Dans le dernier secteur pavé, le Herlegemstraat, Ellen van Dijk attaque et s'impose. Derrière, Amy Pieters règle le peloton,. Elle est encore cinquième de Gand-Wevelgem. Au Tour des Flandres, dans le Kruisberg, Elena Cecchini accélère, elle est relayée par Amy Pieters. Elles sont alors onze favorites à l'avant dont quatre Boels Dolmans. Juste après, Anna van der Breggen part seule et va s'imposer. Au sprint, Amy Pieters vient réaliser le doublet,.

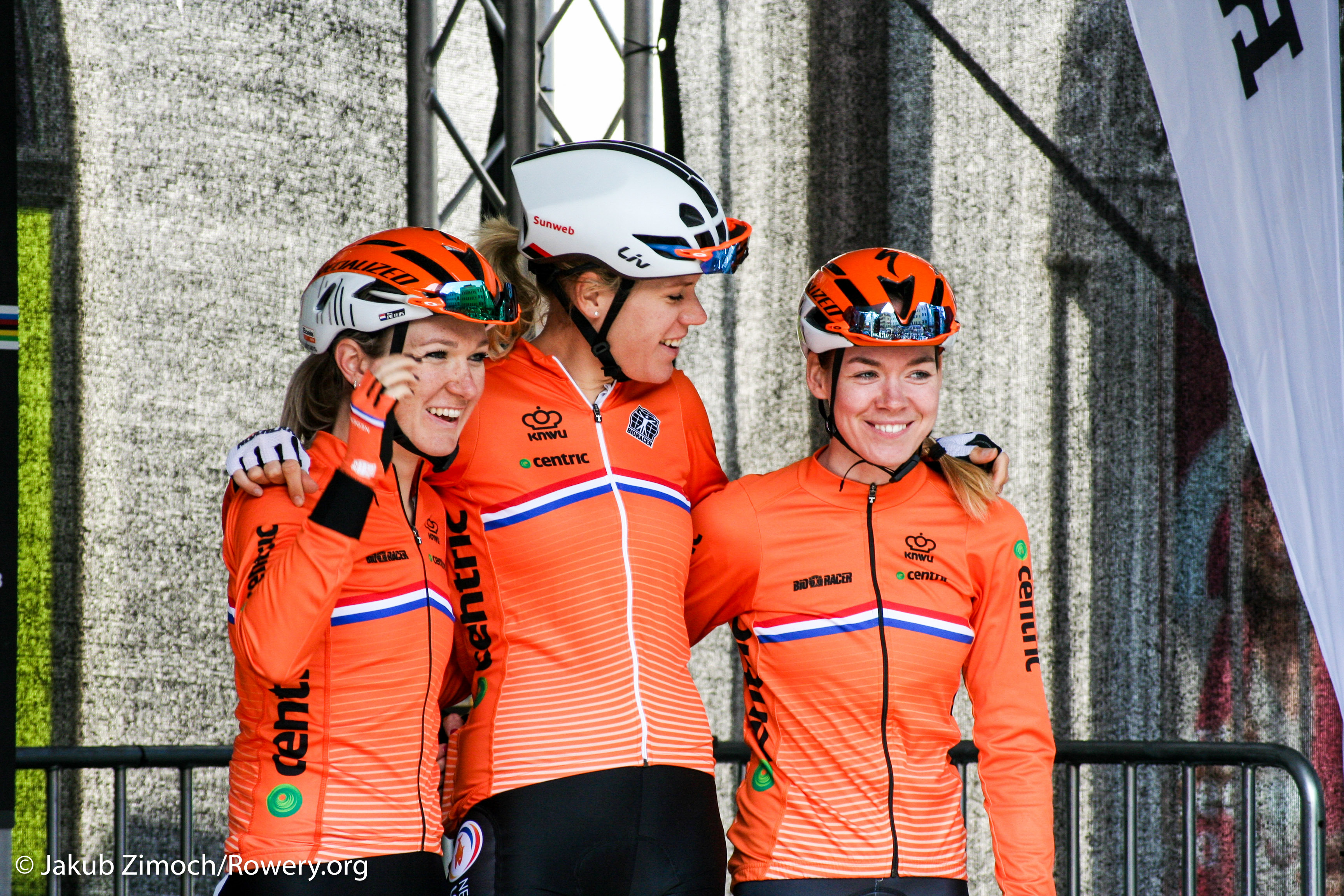
Aux championnats du monde 2018 (à gauche)

Sur l'Healthy Ageing Tour, elle est sixième du contre-la-montre inaugural. Sur la deuxième étape, au bout de quelques kilomètres une bordure composée de treize coureuses se forme. Dans l'avant-dernier tour, cinq coureuses dont Amy Pieters attaquent. À dix kilomètres de l'arrivée, Alice Barnes et Amy Pieters sortent à leur tour de ce nouveau groupe. Elles se disputent la victoire lors d'un sprint lancé de loin par la Néerlandaise. Finalement, Amy Pieters s'impose de justesse. Elle s'empare par la même occasion du maillot jaune,. Elle le conserve jusqu'à la fin de l'épreuve.
À l'Emakumeen Euskal Bira, sur la troisième étape, au kilomètre soixante-dix-sept, la côte de l'Untzilla provoque une sélection dans le peloton. Elles sont dix au pied de l'Alto de Arlaban dont Amy Pieters. Elle s'impose au sprint dans ce groupe,. Au Grand Prix de Plouay, tout se joue dans la dernière ascension de Ty Marrec. Elles sont quinze au sommet. Au sprint, Eugenia Bujak lance mais est remontée par Marianne Vos. Cependant c'est Amy Pieters qui grâce à un très bon final parvient à s'imposer.
Aux championnats du monde, elle remporte la médaille d'argent du contre-la-montre par équipes. Sur la course en ligne, elle se classe huitième après être revenue sur le groupe de chasse dans la dernière ascension de la côte d'Igls,,.

### Championne d'Europe (2019)

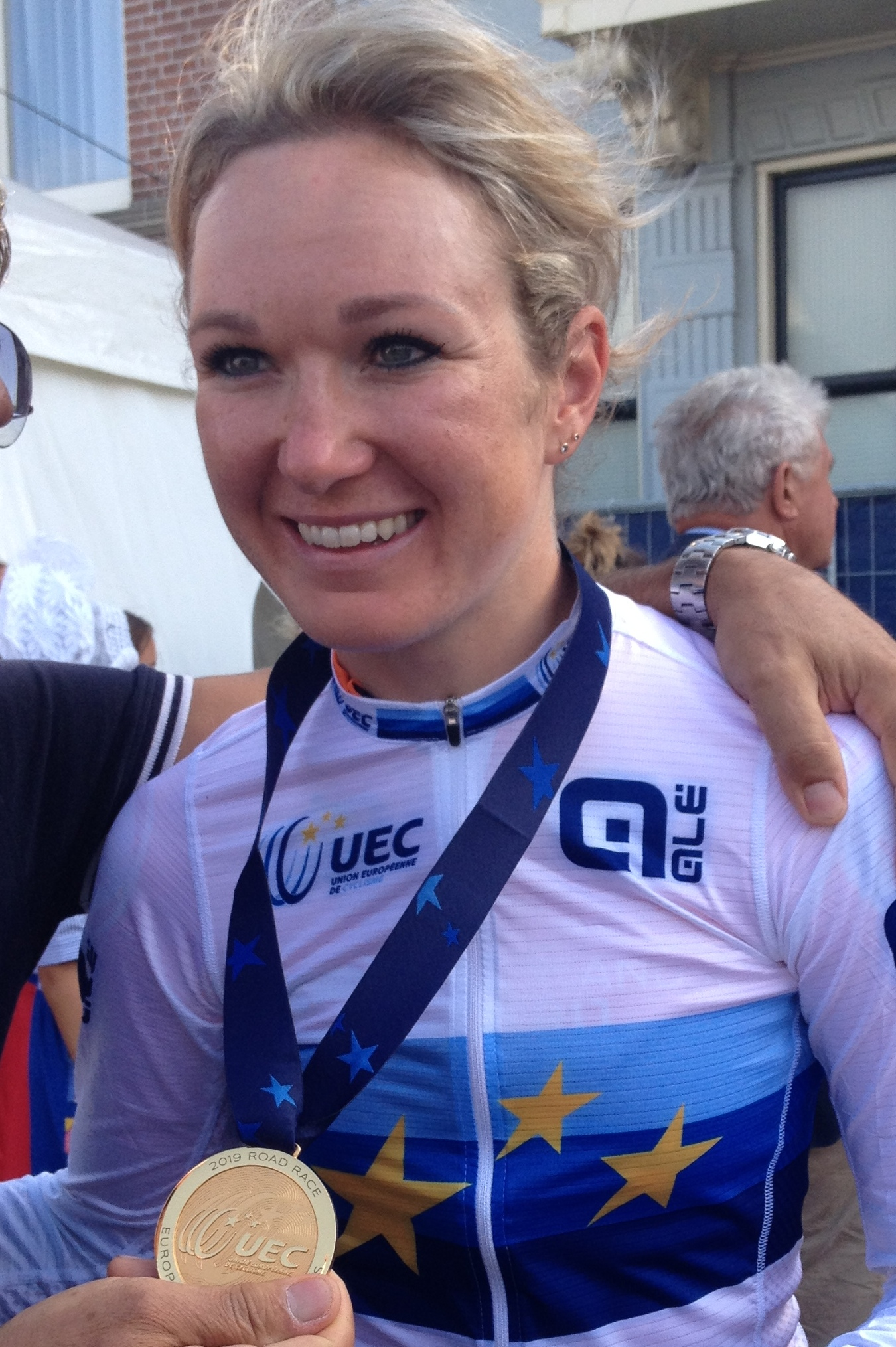
Championne d'Europe 2019

Sur piste, Amy Pieters, avec Kirsten Wild, remporte les championnats du monde de la course à l'américaine à Pruszków. Elle réalise ensuite une campagne de classiques solide, avec une deuxième place au Drentse 8, une quatrième place au Tour de Drenthe, puis une cinquième place à  Gand-Wevelgem. Elle est également quatrième de l'Healthy Ageing Tour.
Au Women's Tour, Amy Pieters est deuxième de la première étape. Elle gagne ensuite l'ultime étape au sprint. Au BeNe Ladies Tour, Amy Pieters est troisième du prologue trois secondes derrière Lisa Klein. Le lendemain, grâce aux bonifications, elle prend la tête du classement général,. Lors du contre-la-montre individuel, Amy Pieters est une nouvelle fois troisième, mais Lisa Klein a seize secondes d'avance et reprend la tête du classement général. La Néerlandaise est quatrième de la dernière étape et conclut ainsi le Tour à la deuxième place.
Aux championnats d'Europe sur route, Amy Pieters gagne avec la sélection néerlandaise le titre en contre-la-montre relais. Sur la course en ligne, elle part en échappée avec Elena Cecchini et Lisa Klein. Au sprint, elle devance ses compagnons de fuite et devient ainsi championne d'Europe à deux pas de chez elle. Elle est ensuite cinquième de la course en ligne de l'Open de Suède Vårgårda, puis troisième du Grand Prix de Plouay. Elle prend la cinquième place du Boels Ladies Tour.
Aux championnats du monde, sur le relais mixte, elle remporte la médaille d'or avec l'équipe des Pays-Bas.

### Deuxième du Tour des Flandres (2020)
Lors des championnats du monde, Amy Pieters fait partie de l'échappée. Elle est reprise à deux tours de l'arrivée,. À Liège-Bastogne-Liège, un groupe de huit favorites, dont Amy Pieters, sort peu avant la côte de la Vecquée. Dans la côte de la Redoute, Elizabeth Deignan attaque et n'est plus rejointe. Amy Pieters est cinquième de la course. Lors de Gand-Wevelgem, Amy Pieters et Jolien D'Hoore font partie du groupe de onze coureuses à s'extraire du peloton sur le dernier passage du mont Kemmel. Amy Pieters prend en chasse toutes les tentatives d'échappée puis lance le sprint de loin, contribuant clairement à la victoire de Jolien D'Hoore. Au Tour des Flandres, elle couvre Chantal Blaak partie seule. Au sprint pour la deuxième place, elle se montre la plus véloce. Aux Trois Jours de La Panne, elle se trouve dans le groupe de tête. Elle attaque à un kilomètre et demi de l'arrivée mais est reprise.

### Championne des Pays-Bas (2021)

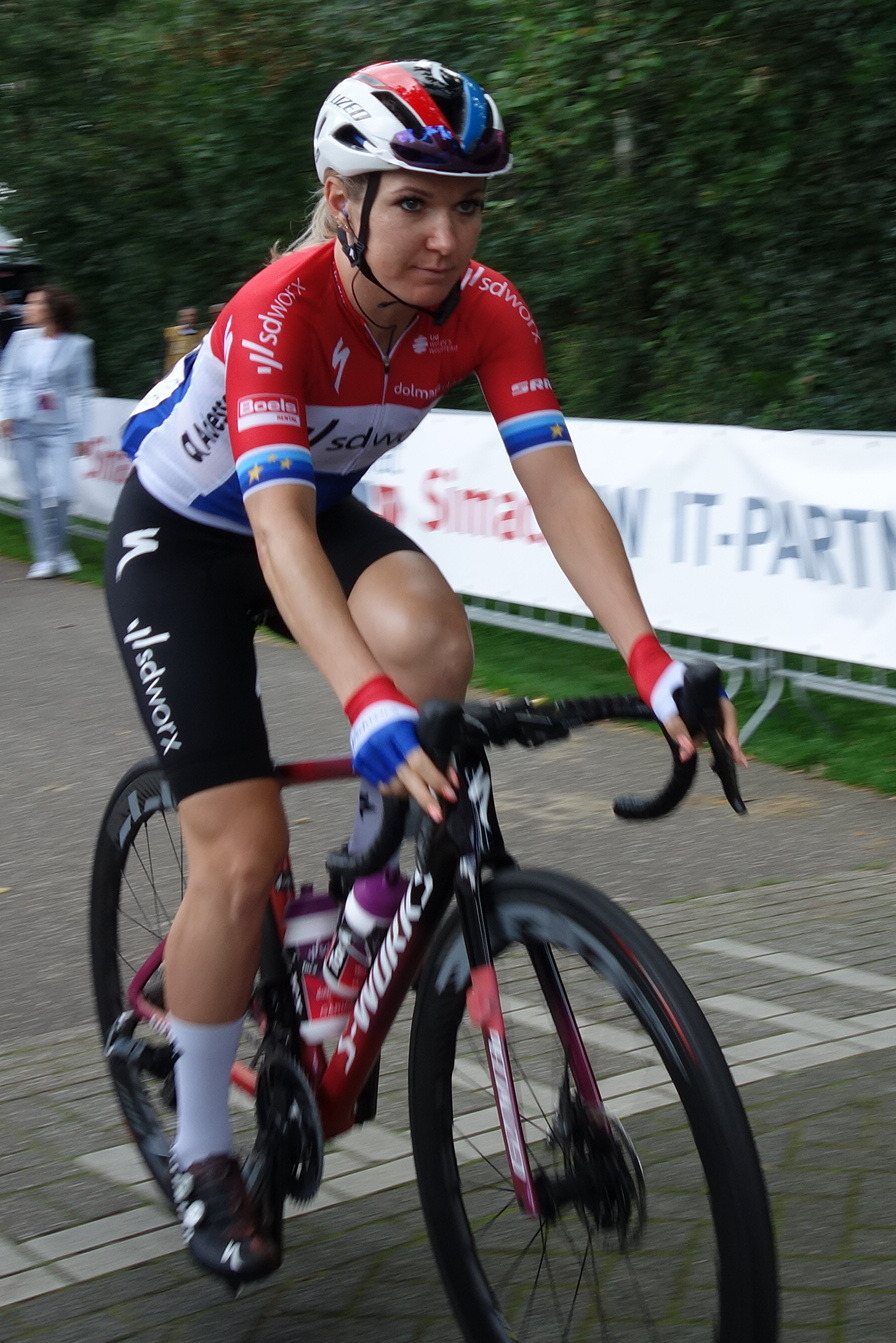
Avec le maillot de championne des Pays-Bas

Au Circuit Het Nieuwsblad, Amy Pieters est troisième de la course remportée par Anna van der Breggen, battue au sprint par Emma Norsgaard Jørgensen. À Nokere, à cinquante kilomètres de l'arrivée, Grace Brown attaque. Elle est suivie par Amy Pieters et Lisa Klein. Le peloton est mené par la Trek-Segafredo et l'écart se maintient aux alentours de trente secondes. L'échappée parvient néanmoins à résister et à se disputer la victoire. Au sprint, Amy Pieters s'impose. Au Circuit du Westhoek, une échappée de huit coureuses dont Amy Pieters et Christine Majerus anime le final. Sur le secteur pavé de l'avant-dernier tour, Amy Pieters et Christine Majerus parviennent à distancer leurs compagnons d'échappée. Elles couvrent les quinze derniers kilomètres à deux. Amy Pieters ayant gagné à Nokere la semaine passée, elle laisse la victoire à la Luxembourgeoise. 
Au championnat des Pays-Bas sur route, Chantal Blaak attaque à quatre-vingt kilomètres de l'arrivée. Elle mène un groupe de onze puis dix-neuf coureuses. Cinq athlètes dont Amy Pieters s'en extraient. Elles ont deux minutes d'avance à quinze kilomètres de l'arrivée. Amy Pieters sort de ce groupe et va s'imposer seule avec plus de deux minutes d'avance. Aux Jeux olympiques de Tokyo, sur piste, Amy Pieters termine au pied du podium avec Kirsten Wild en course à l'américaine, en raison notamment de la chute de cette dernière.
Au Women's Tour, lors de la deuxième étape, dix coureuses dont Vollering et Pieters partent dans la dernière montée de Barr Beacon. Elles se disputent la victoire et Amy Pieters se montre la plus rapide.
Aux mondiaux sur piste, elle remporte pour la troisième fois d'affilée le titre dans la course à l'américaine avec Kirsten Wild.

### Accident grave
Le 23 décembre 2021, à Calpe (Alicante), en Espagne, elle est victime d'une grave chute lors d'un entraînement sur route avec l'équipe nationale sur piste néerlandaise. Elle a perdu connaissance et a subi une opération de la tête à l'hôpital d'Alicante. Gardée aux soins intensifs, elle est placée dans un coma artificiel. Le 6 janvier 2022, toujours dans le coma, elle est transportée dans un hôpital aux Pays-Bas. 
Le 27 janvier 2022, toujours inconsciente, son équipe SD Worx indique qu'elle souffre de lésions cérébrales graves. À partir de la mi-février, elle suit un programme intensif spécialisé en neuroréhabilitation. Le 28 avril, il est révélé qu'elle a repris conscience et peut communiquer de manière non verbale.
Elle fait sa rééducation au « Daan Theeuwes Centrum » à Woerden. En octobre 2022, la Fondation Amy Pieters, qui avait été créée pour la soutenir, rapporte qu'elle a fait les premiers pas depuis l'accident.

## Palmarès sur piste

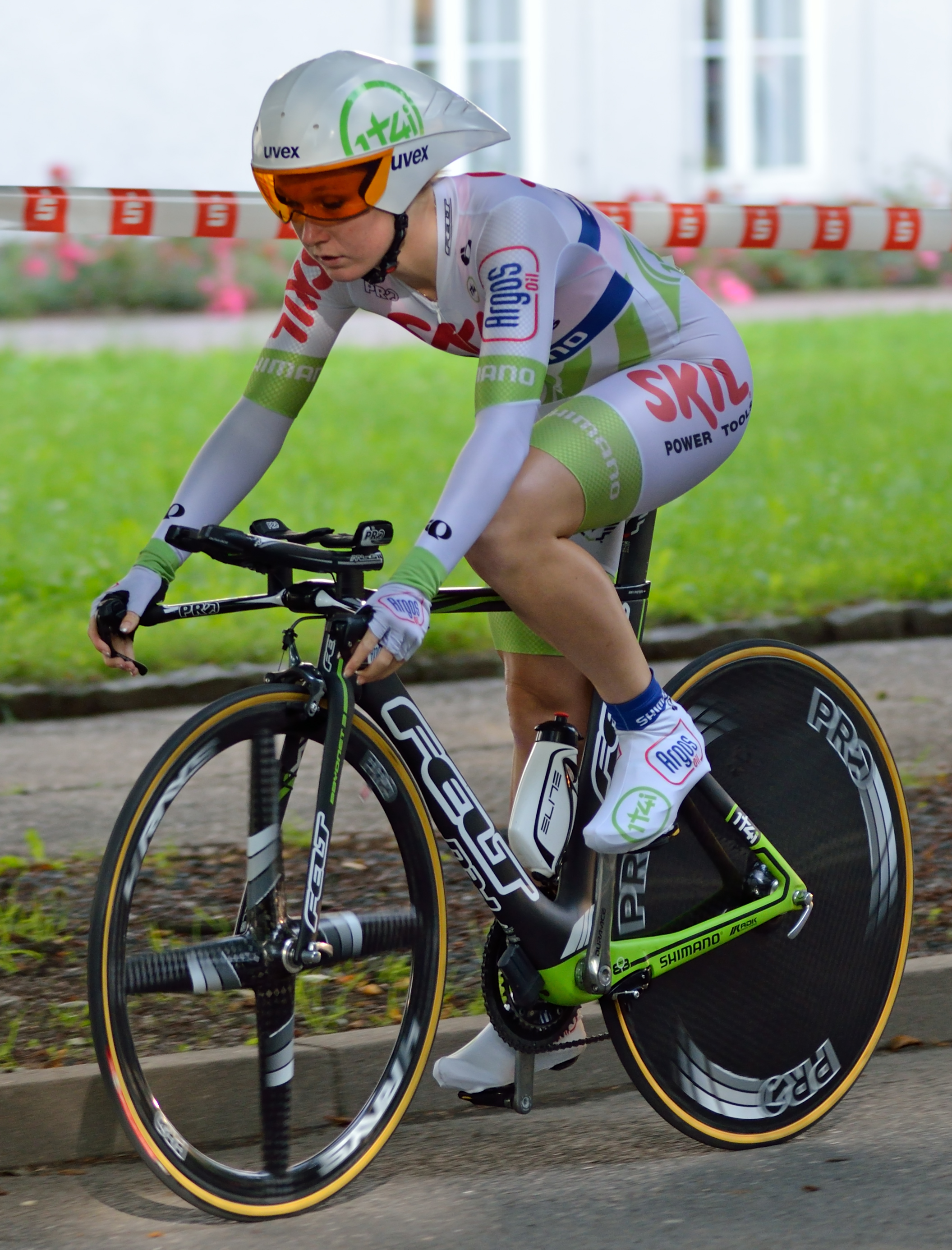
Lors du Tour de Thuringe 2012

### Jeux olympiques
- Londres 2012
  - 6e de la poursuite par équipes (avec Kirsten Wild et Eleonora van Dijk)
- Tokyo 2020
  - 4e de la course à l'américaine

### Championnats du monde
- Moscou 2009
  -  Médaillé de bronze de la poursuite par équipes juniors
- Pruszków 2009
  - 4e de la poursuite par équipes (avec Vera Koedooder, Eleonora van Dijk)
- Copenhague 2010
  - 5e de la poursuite par équipes (avec Vera Koedooder, Eleonora van Dijk)
- Minsk 2013
  - 14e de la poursuite
- Apeldoorn 2018
  -  Médaillée d'argent de l'américaine
- Pruszków 2019
  -  Championne du monde de l'américaine (avec Kirsten Wild)
- Berlin 2020
  -  Championne du monde de l'américaine (avec Kirsten Wild)
- Roubaix 2021
  -  Championne du monde de l'américaine (avec Kirsten Wild)

### Coupe du monde
- 2008-2009
  - 2e de la poursuite par équipes à Copenhague (avec Vera Koedooder, Eleonora van Dijk)
- 2011-2012
  - 1re de la poursuite par équipes à Astana (avec Kirsten Wild, Eleonora van Dijk)
- 2017-2018
  - 2e de l'américaine à Minsk
  - 3e du scratch à Minsk
- 2018-2019
  - 1re de l'américaine à Hong Kong (avec Kirsten Wild)
- 2019-2020
  - 1re de l'américaine à Minsk (avec Kirsten Wild)
  - 3e de l'américaine à Glasgow

### Championnats d'Europe
| Édition / Épreuve | Poursuite individuelle | Course aux points | Course à l'américaine |
| 2008 (juniors)    |                        | Bronze            |                       |
| 2012 (espoirs)    | Or                     |                   |                       |
| Berlin 2017       |                        |                   | Bronze                |
| Glasgow 2018      |                        |                   | Bronze                |
| Apeldoorn 2019    |                        |                   | Bronze                |

### Championnats nationaux
- 2010
  -  Championne des Pays-Bas de l'américaine (avec Roxane Knetemann)
- 2013
  -  Championne des Pays-Bas de l'américaine (avec Kelly Markus)
- 2014
  -  Championne des Pays-Bas de l'américaine (avec Kelly Markus)
- 2015
  -  Championne des Pays-Bas de poursuite par équipes
  -  Championne des Pays-Bas du scratch
- 2017
  -  Championne des Pays-Bas de poursuite
- 2018
  -  Championne des Pays-Bas de poursuite
  -  Championne des Pays-Bas de l'américaine (avec Kirsten Wild)
- 2019
  -  Championne des Pays-Bas de poursuite
  -  Championne des Pays-Bas de l'américaine (avec Kirsten Wild)
  -  Championne des Pays-Bas de course aux points

## Palmarès sur route

### Par années
| - 2006 - Championne des Pays-Bas du contre-la-montre débutants - 2e du championnat des Pays-Bas sur route débutants - 2007 - Championne des Pays-Bas sur route débutants - 2e du championnat des Pays-Bas du contre-la-montre débutants - 2008 - 2e du championnat des Pays-Bas sur route juniors - 2e du championnat des Pays-Bas du contre-la-montre juniors - 3e du Circuit de Borsele juniors - 4e du championnat du monde du contre-la-montre juniors - 2009 - 2e du championnat des Pays-Bas du contre-la-montre juniors - 3e du Circuit de Borsele juniors - 8e du championnat d'Europe sur route juniors - 9e du championnat du monde du contre-la-montre juniors - 2011 - 3e de Gooik-Geraardsbergen-Gooik - 2012 - 3e du RaboSter Zeeuwsche Eilanden - 6e du championnat d'Europe sur route espoirs - 7e du contre-la-montre par équipes de l'Open de Suède Vårgårda - 2013 - 3e du Tour of Chongming Island World Cup - 3e de la course en ligne de l'Open de Suède Vårgårda - 2014 - 2e étape du Tour du Qatar - Circuit Het Nieuwsblad - 2e du Tour du Qatar - 2e de la course en ligne de l'Open de Suède Vårgårda - 3e de la Boels Rental Hills Classic - 9e du Tour de Drenthe - 2015 - Prologue de la Route de France - 2e du Tour de Drenthe - 2e du championnat des Pays-Bas sur route - 3e du 7-Dorpenomloop van Aalburg - 3e de La course by Le Tour de France - 6e de la course en ligne de l'Open de Suède Vårgårda - 6e du contre-la-montre par équipes de l'Open de Suède Vårgårda - 2016 - 2e étape du The Women's Tour - Prologue de la Route de France - 3e du Samyn des Dames - 4e de Gand-Wevelgem - 4e de la course en ligne de l'Open de Suède Vårgårda - 5e du contre-la-montre par équipes de l'Open de Suède Vårgårda - 7e du The Women's Tour - 2017 - 1re étape secteur b de l'Healthy Ageing Tour - 2e étape de The Women's Tour - Contre-la-montre par équipes de l'Open de Suède Vårgårda - Médaillée d'argent du championnat du monde du contre-la-montre par équipes - 2e du Samyn des Dames - 7e de l'Amstel Gold Race - 9e du Boels Ladies Tour | - 2018 - Tour de Drenthe - Grand Prix de Plouay - Healthy Ageing Tour : - Classement général - 2e et 3e étape secteur b (contre-la-montre par équipes) - 3e étape de l'Emakumeen Euskal Bira - Médaillée d'argent du championnat du monde du contre-la-montre par équipes - 2e d'À travers les Flandres - 2e du Tour des Flandres - 2e du championnat des Pays-Bas sur route - 5e de Gand-Wevelgem - 5e du The Women's Tour - 8e du championnat du monde sur route - 8e du Boels Ladies Tour - 2019 - Championne du monde du contre-la-montre par équipes en relais mixte - Championne d'Europe sur route - Championne d'Europe du contre-la-montre relais - 6e étape du Women's Tour - 2e du Drentse Acht van Westerveld - 2e du BeNe Ladies Tour - 3e du championnat des Pays-Bas sur route - 3e du Women's Tour - 3e du Grand Prix de Plouay - 4e du Tour de Drenthe - 4e du contre-la-montre par équipes de l'Open de Suède Vårgårda - 5e de Gand-Wevelgem - 5e de la course en ligne de l'Open de Suède Vårgårda - 5e du Boels Ladies Tour - 10e du Tour des Flandres - 2020 - 2e du Tour des Flandres - 5e de Liège-Bastogne-Liège - 9e de Gand-Wevelgem - 10e du championnat d'Europe sur route - 2021 - Championne des Pays-Bas sur route - Nokere Koerse voor Dames - 2e étape du Women's Tour - 2e du Circuit du Westhoek-Mémorial Stive Vermaut - Médaillée de bronze du championnat d'Europe du relais mixte contre-la-montre - 3e du Circuit Het Nieuwsblad - 4e du Women's Tour - 7e du Simac Ladies Tour |

### Classements mondiaux
| Année                                 | 2010 | 2011 | 2012 | 2013 | 2014 | 2015 | 2016 | 2017 | 2018 | 2019 | 2020 | 2021 |
| ------------------------------------- | ---- | ---- | ---- | ---- | ---- | ---- | ---- | ---- | ---- | ---- | ---- | ---- |
| Classement UCI                        | 358e | 31e  | 72e  | 31e  | 15e  | 14e  | 24e  | 36e  | 6e   | 6e   | 17e  | 15e  |
| Coupe du monde                        | nc   | nc   | 43e  | 7e   | 17e  | 14e  |      |      |      |      |      |      |
| UCI World Tour                        |      |      |      |      |      |      | 15e  | 31e  | 7e   | 7e   | 15e  | 21e  |
|                                       |      |      |      |      |      |      |      |      |      |      |      |      |
| Légende : nc = non classéSource : UCI |      |      |      |      |      |      |      |      |      |      |      |      |